# 1602-й военный клинический госпиталь
1602-й военный клинический госпиталь — военный госпиталь в городе Ростов-на-Дону Ростовской области.
В феврале 2025 года награждён орденом Александра Невского.

## История
Федеральное государственное казённое учреждение «1602 военный клинический госпиталь» Министерства обороны Российской Федерации (ФГКУ «1602 ВКГ» МО РФ) было создано 23 июня 1941 года. В настоящее время госпиталь представляет собой многопрофильное медицинское учреждение. На лечение в госпиталь поступают военнослужащие Южного военного округа. В состав округа входят Республики: Адыгея, Дагестан, Ингушетия, Северная Осетия-Алания, Чеченская, Кабардино-Балкарская, Калмыкия, Карачаево-Черкесская; Краснодарский и Ставропольский край; Ростовская, Волгоградская и Астраханская области.
В госпитале ФГКУ «1602 ВКГ» МО РФ создано около 50 лечебно-диагностических отделений, клинико-диагностических лабораторий и др. Здесь работает 209 врачей и провизоров, среди которых 2 доктора наук и 10 кандидатов медицинских наук.
Госпиталь, как многие другие, был сформирован в начале Великой Отечественной войны по мобилизационному плану Ростовского-на-Дону горздравотдела. В конце войны все такие госпитали были расформированы, кроме 1602 СЭГ. Госпиталь 1602 был переведён в статус окружного с прежним номером 1602 в составе Военно-санитарного управления СКВО. Рассчитан был госпиталь на 400 коек.
В настоящее время госпиталь размещается в разных зданиях. После войны он работал в помещении ростовской больницы Пролетарского района. Летом 1952 года для военного госпиталя было восстановлено здание главного лечебного корпуса. В главное здание в 1953 году были переведены основные лечебные отделения. В 1955 году построен новый 2-х этажный корпус инфекционного и туберкулёзного отделений. В 1957 году — 2-х этажное здание управления госпиталя, в 1961 году — здание барачного типа для психиатрического отделения. В 1962 году в цокольном этаже основного корпуса была оборудована водогрязелечебница физиотерапевтического отделения. В 1964 году в казарменном корпусе разместили отоларингологическое и глазное отделения. В 1966 году была построена кухня-столовая на 300 мест.
В 1968 году введена в строй госпитальная, укомплектована библиотека. В 1974 году было построено 4-х этажное здание хирургического корпуса на 200 коек, в 2008 году в городе построили для госпиталя 7-этажный корпус на 245 коек с актовым залом.
Начальником госпиталя является полковник медицинской службы Кокоев Валерий Георгеевич

## Главное здание
Трёхэтажное главное здание госпиталя оформлено шестью колоннами дорического ордера с треугольным портиком, имеющим слуховое окно. Первый этаж здания рустован. Кирпичное ошукатуренное здание имеет межэтажный карниз, венчающий карниз, пилястры, окна третьего этажа украшены замковыми камнями. Полуциркульные окна третьего этажа над центральным входом также украшены замковыми камнями. Здание окрашено в жёлтый цвет, мелкие архитектурные детали и колонны выделены белым цветом. Здание имеет полуподвальные помещения и несколько пристроек.